# Печерский монастырь близ Нижнего Новгорода
«Печерский монастырь близ Нижнего Новгорода» — картина русского художника Алексея Саврасова (1830—1897), оконченная в 1871 году. Она является частью собрания Нижегородского государственного художественного музея (инв. Ж-609). Размер картины — 101,5 × 131 см.
Также встречаются названия «Печерский монастырь под Нижним Новгородом» и «Печерский монастырь у Нижнего Новгорода».

## Описание
«Печерский монастырь близ Нижнего Новгорода» — одно из первых полотен Алексея Саврасова из серии картин, посвящённых Волге. По размеру это одна из самых крупных картин Саврасова. Мягкая цветовая гамма картины подчёркивает спокойствие и умиротворение, отражающее величественность волжского пейзажа.
На картине изображён вид на Печерский Вознесенский монастырь, расположенный у Волги, недалеко от места впадения Оки.

## История

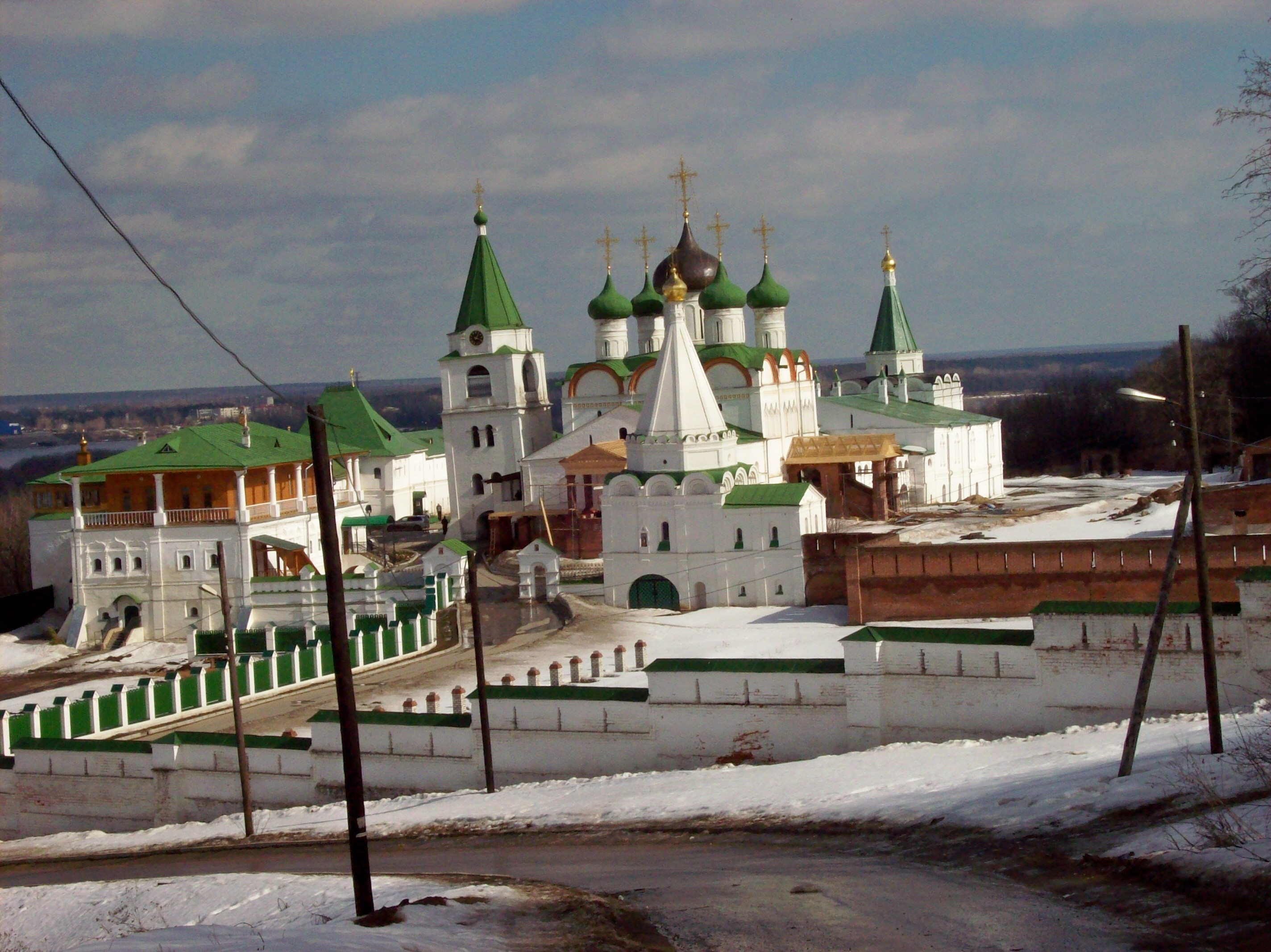
Печерский Вознесенский монастырь (2008 г.)

Алексей Саврасов начал работу над картиной во время поездки на Волгу летом 1870 года. В том же году на основе этюда, написанного с натуры, он завершил первый вариант картины, доработка которого была продолжена в 1871 году, так что по окончании работы картина была датирована 1871-м годом.
В 1871 году картина получила вторую премию на конкурсе Общества поощрения художников в Петербурге, и в том же году была куплена у Саврасова Павлом Третьяковым (по другим данным, Третьяков согласился купить картину ещё в конце 1870 года, когда Саврасов закончил её первый вариант).
В 1932 году картина была передана из Третьяковской галереи в Нижегородский художественный музей.

## Отзывы
Искусствовед Николай Новоуспенский так писал об этой картине:
Композиционное построение в ней основано на сложном взаимодействии противоречивых, но тесно связанных между собой элементов, как это и бывает в реальной природе. Диагональное движение, намеченное рядами ракит от крыш береговых домиков к монастырю, постепенно затихает в усложнённой линии берега, уже близкой к горизонтали, и в двух совсем горизонтальных полосах земли и неба. Над бесконечным течением реки и уходящей вдаль равниной возвышается белый храм. Здесь уже присутствует как бы предчувствие того образа Волги, который почти двадцать лет спустя будет создан И. Левитаном в замечательной картине «Вечер. Золотой Плёс».